# Гонорар успеха
Гонорар успеха — форма оплаты юридических услуг, при которой юрист получает дополнительное вознаграждение в случае победы в деле; условное вознаграждение представителя в судебном процессе, обусловленное исключительно исходом судебного разбирательства в пользу доверителя.

## Регулирование гонорара успеха в зарубежных странах
В англосаксонской правой семье нет запрета на заключение соглашения, включающего в себя условия о гонораре успеха.
В США гонорар успеха также называют no win, no fee’, а условия оплаты адвокатских услуг регулируются самостоятельно в каждом штате Кодексом профессиональной ответственности юриста. Общие правила в США запрещают применение условий о гонораре успеха в уголовных делах, а также частично в судебных делах по семейному праву. В гражданских делах данная форма оплаты адвокатской помощи широко распространена.
В Великобритании до 1990 года соглашения об условном гонораре адвоката ‘contingent fees признавались незаконными. В 1990 году понятие условного вознаграждения было юридически закреплено законом The Courts and Legal Services Act 1990. В 1995 году данные законодательные изменения вступили в силу применительно к искам о возмещении личного ущерба, а впоследствии, в 1998 году, они стали распространяться почти на все виды исков. С 1 апреля 2013 года вступили в силу нормы, введённые так называемой реформой Джексона, в результате которой выигравшая сторона по прежнему могла взыскать с проигравшей стороны судебные расходы, но теперь в них не мог быть включён гонорар успеха.
В Великобритании, как и во многих других странах с развитой правовой системой, гонорар успеха, тесно связан с финансированием судебных процессов, так как оба механизма рассматриваются как альтернативные способы покрытия судебных расходов. При этом из-за высокой стоимости адвокатской помощи, данные механизмы за последние десятилетия получили распространение в Великобритании. В этом ключе прецедентным оказалось решение, принятое осенью 2016 года Высоким судом Лондона по делу Essar v Norscot: суд отметил, премия инвестора в судебный процесс может быть взыскана с проигравшей стороны.
В романо-германской правовой семье распространена почасовая оплата услуг адвокатов. При этом на применение условий о гонораре успеха в некоторых странах наложены ограничения.
Во Франции соглашение может содержать условия о гонораре успеха только как дополнительное вознаграждение к основной оплате. При этом гонорар успеха во французском праве рассматривается как уступка процента от выигранной суммы, но оплата адвоката не может базироваться только лишь на таком условии.
В Германии гонорар успеха для адвокатов, называемый erfolgshonorare, запрещен законодательством. При этом можно заключать соглашения о премии на случай выигрыша дела в суде.

## Российское законодательство и позиции судов
Кодекс профессиональной этики адвокатов 2003 года запрещал включение в соглашения условий об оплате адвокату, зависящие от решения дела. Исключение составляли имущественные споры, где сумма гонорара могла быть пропорциональна к цене иска.
Однако нормы новой редакции 2013 года дали адвокатам право вносить в соглашения условия о гонораре успеха для дел имущественного характера. Однако решения высших судов по данному вопросу неоднозначны:
- В 1999 году Высший арбитражный суд РФ заявил, что нельзя удовлетворять исковые требования исполнителя, если договором были предусмотрены условия о гонораре успеха (п. 2 Информационного письма Президиума ВАС РФ от 29 сентября 1999 г. № 48[6]).
- В 2007 году Конституционный суд РФ согласился с позицией ВАС РФ и посчитал, что деятельность государственных органов «не может быть предметом частноправового регулирования», а «реализация гражданских прав и обязанностей не может предопределять конкретные решения и действия органов государственной власти и должностных лиц». (Постановление КС РФ от 23 января 2007 г. № 1-П «По делу о проверке конституционности положений пункта 1 статьи 779 и пункта 1 статьи 781 Гражданского кодекса Российской Федерации в связи с жалобами общества с ограниченной ответственностью „Агентство корпоративной безопасности“ и гражданина В. В. Макеева»[7]).
- В том же 2007 году ВАС РФ изменил свою позицию и отметил, что гонорар успеха взыскивается с проигравшей стороны, но только в разумных пределах. (п. 6 Информационного письма Президиума ВАС РФ от 5 декабря 2007 г. № 121[8]).
- В 2013 году ВАС РФ вынес определение, в котором судьи фактически подтвердили законность взыскания условного гонорара — его размер был определён как 10 % от суммы взысканных с ответчика убытков и 6,5 % от суммы присужденного по делу. (Определение ВАС РФ от 24 июня 2013 г. № ВАС-12252/11[9]).
- В своём постановлении Президиум Высшего арбитражного суда РФ от 4 февраля 2014 г. № 16291/10[9] в деле ОАО "Аэропорт «Внуково» против ЗАО "Коммерческое агентство аэропорта «Домодедово» отметил, что гонорар успеха может считаться незаконным, только если его выплата связана исключительно с решением по делу, а не с действиями исполнителя (адвоката). При этом суд удовлетворил исковые требования о взыскании с проигравшей стороны расходы на адвокатские услуги, включая гонорар успеха.
- Определением от 26.02.2015 по делу № А60-11353/2013[10] Верховный суд подтвердил допустимость соглашения о гонораре успеха, охарактеризовав его премией за услуги адвоката. Также суд отнес его в категорию судебных расходов, но отметил, что гонорар успеха не может быть взыскан с проигравшей стороны.[11]
- Определением от 29 сентября 2016 года[12] Конституционный суд снова занял позицию против признания гонорара успеха. Он отказал в принятии к рассмотрению жалобы адвоката Бутенко Натальи Евгеньевны, которая через нижестоящие инстанции пыталась взыскать задолженность за оказанные юридические услуги, по факту — гонорар успеха.
- Верховный суд РФ в определении от 20.04.2017 № 305-ЭС16-20063[13] утвердил мировое соглашение между истцом — акционерным обществом «Пассажирское автотранспортное предприятие № 1» и ответчиком — акционерным обществом «Регион Финанс» по делу, в котором истец требовал вернуть гонорар успеха после поворота исполнения. При этом нижестоящие инстанции не признали в этом деле гонорар успеха неосновательным обогащением, как требовал истец, фактически признав его законность.

Главным препятствием на пути его признания выступает правовая позиция Конституционного суда РФ относительно невозможности положительного судебного решения быть объектом гражданских прав либо предметом гражданско-правового договора.
Верховный суд РФ в определении № 309-ЭС19-14931 от 26 сентября 2019 по делу № А76-26478/2018 подтвердил законность взыскания гонорара успеха с клиента юридической компании в полном объёме. Гонорар успеха был определён в договоре в размере 10 % от суммы, которую получится взыскать в суде в пользу заказчика, или от суммы в мировом соглашении, если стороны смогут к нему прийти. Суд отметил, что цель судебного спора достигнута благодаря юридическим услугам, оказанным ООО ЦЗКТ «Инфотайн» (ООО Юридическая компания «Лекс Юнит», ОГРН 1167456118125). Верховный суд отказал ответчику, подателю жалобы, в принятии к рассмотрению. Ответчик в частности ссылался на п. 3.3 Постановления Конституционного суда № 1-П от 23 января 2007 года, однако данный довод был признан судом несостоятельным. Иск, подготовленный Лысенко Евгением Александровичем, управляющим партнером юридической компании-истца, таким образом был удовлетворен судом в полном объёме и оставлен без изменения Восемнадцатым арбитражным апелляционным судом, Арбитражным судом Уральского округа и Верховным судом РФ. По мнению профессионального юридического сообщества это делает гонорар успеха полностью легитимным и подлежащим правовой защите в случае спора с клиентом. 15 июня 2021 года профессиональное сообщество ведущих юристов страны пришло к мнению, что данное дело является переломным в судебной практике в России и признают его важность и высокую значимость.
Восемнадцатый Арбитражный апелляционный суд 24 марта 2020 года подтвердил законность решения Арбитражного суда Челябинской области по делу А76-30979/2019 от 21 ноября 2019 года о взыскании гонорара успеха с клиента юридической компании в полном объёме. Гонорар успеха был определён в договоре в размере 10 % от размера субсидиарной ответственности, к которой удастся привлечь бывшего участника и руководителя общества должника в рамках дела № А76-14882/2018. Юристы смогли доказать правомерность привлечения к субсидиарной ответственности на том основании, что вместо продолжения деятельности контролирующее должника лицо создало другое общество с аналогичными видами деятельности. Истцом по делу первоначально выступала ООО Юридическая компания «Лекс Юнит» (ОГРН 1167456118125), ранее добившаяся судебного прецедента по делу № А76-26478/2018. Примечательно, что ответчиком было тоже юридическое лицо, что и в предыдущем споре, однако юристы продолжали оказание услуг клиенту по другому договору, добиваясь защиты его законных интересов, а клиент выдавал доверенности. Истцу удалось не только в очередной раз доказать правомерность взыскания гонорар успеха. Важно то, что по условиям договора юристы представляли интересы клиента только в суде первой инстанции. Сроки оплаты первоначально определялись датой вступления в силу судебного акта. Истцу удалось обосновать необходимость оплаты и взыскания неустойки ранее установленного договором срока. Лысенко Евгению Александровичу, управляющему партнеру юридической компании-истца, таким образом удалось создать ещё один прецедент в части взыскания вознаграждений по результатам судебного спора, закрепив право юристов на получение оплаты за услуги ранее сроков, установленных в договоре, если клиент получил желаемый результат. В кассационном порядке решение не обжаловалось.

## Гонорар успеха и финансирование судебных процессов
Система оплаты по гонорару успеха тесно связана с финансированием судебных процессов — механизмом, при котором третья сторона покрывает судебные расходы стороны дела для проведения судебных разбирательств. И гонораром успеха, и финансированием судебных процессов истец (ответчик) может воспользоваться, если у него нет средств на покрытие судебных расходов, таким образом, облегчая себе доступ к правосудию. Обе модели могут быть рассмотрены как инвестиции в судебные дела. При гонораре успеха инвестором выступает адвокат, который «инвестирует» свои время и умения для разрешения дела в пользу клиента. При финансировании судебных процессов инвестором выступает третье лицо, которое покрывает судебные расходы в обмен на согласованный процент от выигранной суммы. В России первым сервисом, который стал специализироваться на финансировании в судебные процессы, стал портал Platforma-online, начавший свою деятельность в 2016 году.